# 香港金融大會堂

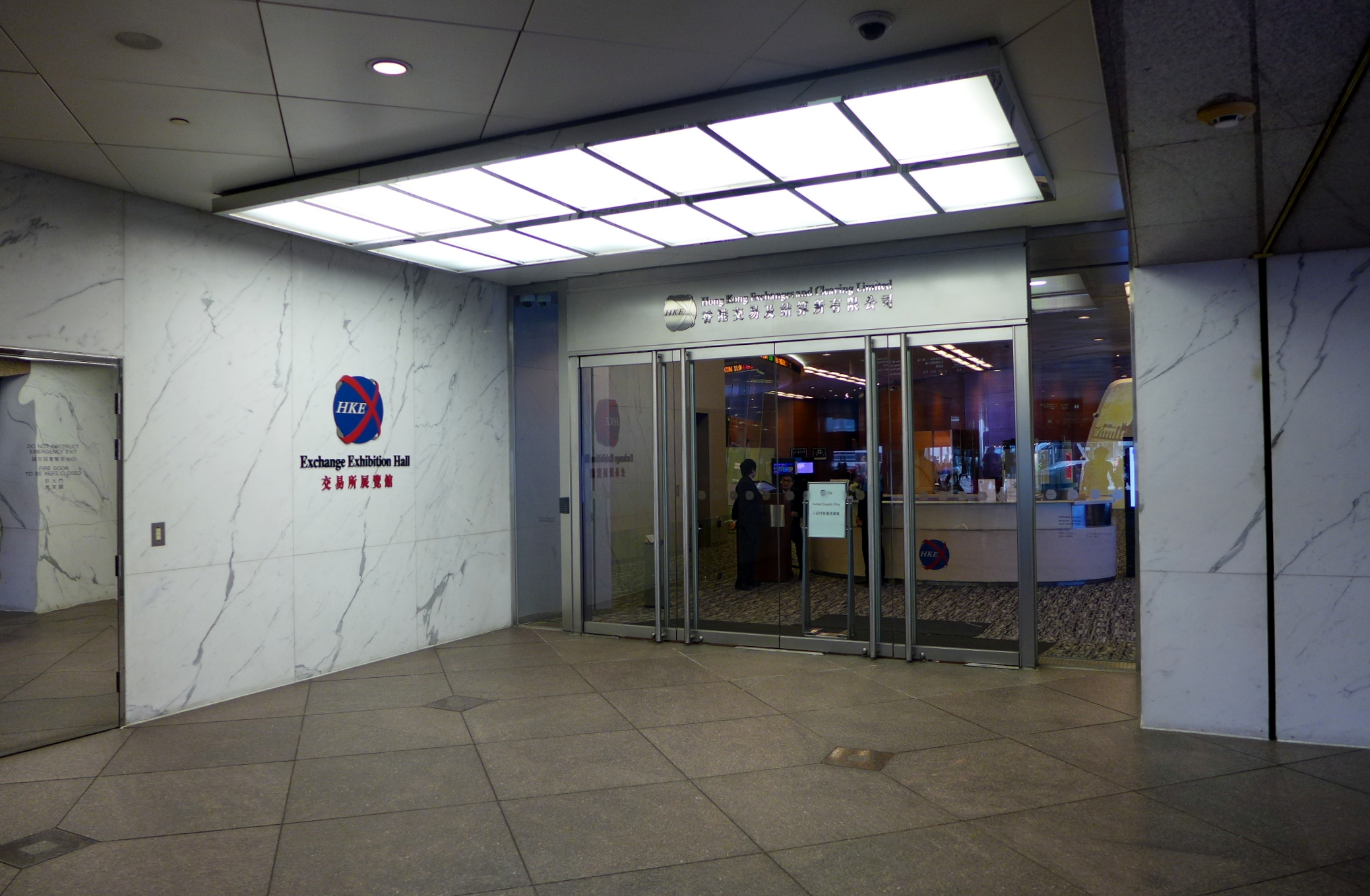
香港交易所展覽館

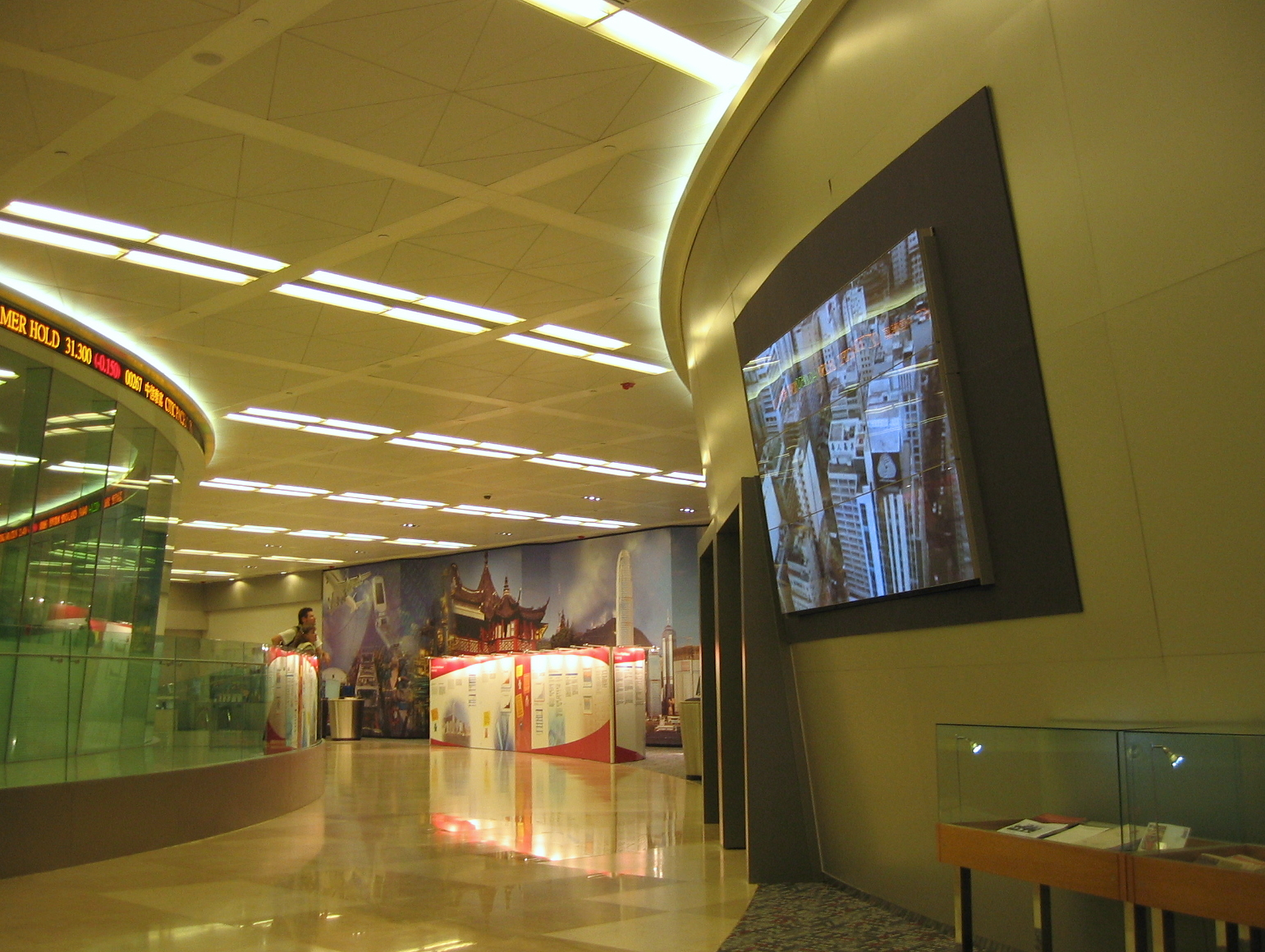
展覽館內貌（2007年）

香港金融大會堂（英語：HKEX Connect Hall），為展示香港金融發展史之博物館，位於香港中環交易廣場1座及2座1樓香港交易所大堂，由香港交易所展覽館改建而成。

## 歷史
香港交易所展覽館於2006年4月26日與新交易大堂同時開幕，同年5月15日起正式對外開放。唯2013年2月底展覽館進行翻新後，已不再開放予公眾人士參觀，只限團體參觀。由於香港交易所於2017年10月27日停止大堂交易，交易所展覽館亦隨之關閉改建。
展覽館改建後易名為「香港金融大會堂」，佔地逾3萬平方呎，目前只接受團體參觀。香港金融大會堂於2018年2月20日開幕啟用。其展示內容包含中國金融發展史、香港經濟史及港交所歷史等，特色展品有抗日戰爭時期的救國公債、港交所交易員所著之紅衫仔及歷代交易設備等，2019年全年度參觀人次約8000人。金融大會堂亦展出上市公司會敲的大銅鑼。

## 爭議
香港金融大會堂開幕當日，其所設置的貝字牆裝置藝術因呈現許多負面字眼、配色又似骨灰龕，惹來爭議。香港交易所起初宣稱金錢帶來禍福難料，但一天後已經利用發泡膠板遮蓋相關字眼。而博物館甫開幕旋又關閉裝修，而遭大眾質疑。4日後，香港交易所隨即拆除所有負面字樣。兩年後，該藝術牆已改為電子屏幕。

## 外部連結
- 香港交易所大會堂簡介 （页面存档备份，存于）